# Condado de Saline (Missouri)
O Condado de Saline é um dos 114 condados do estado americano de Missouri. A sede do condado é Marshall, e sua maior cidade é Marshall. O condado possui uma área de 1 980 km² (dos quais 23 km² estão cobertos por água), uma população de 23 756 habitantes, e uma densidade populacional de 12 hab/km² (segundo o censo nacional de 2000). O condado foi fundado em 1820.